# Apatou
Apatou es una comuna ubicada al oeste de la Guayana Francesa. Fue creada el 12 de noviembre de 1976, siendo segregado su territorio de la comuna de Grand-Santi-Papaichton (renombrado como Grand-Santi).
Tiene un área de 2.020 km² y una población de 6.975 habitantes (en 2011).